# Helenówek (Turzystwo)
Helenówek – część wsi Turzystwo w Polsce położona w województwie lubelskim, w powiecie łukowskim, w gminie Adamów.
W latach 1975–1998 Helenówek należał administracyjnie do województwa siedleckiego.